# (243) Ида
(243) Ида (лат. Ida) — небольшой астероид главного пояса, входящий в семейство Корониды. Был обнаружен 29 сентября 1884 года австрийским астрономом Иоганном Пализой в обсерватории Вены (Австрия) и назван в честь нимфы Иды — персонажа древнегреческой мифологии. Позднейшие наблюдения идентифицировали Иду как каменный астероид класса S (один из самых распространённых спектральных классов пояса астероидов).
Как и все астероиды главного пояса, Ида находится на орбите между Марсом и Юпитером, её орбитальный период составляет 4,84 года, а период вращения — 4,63 часа. Ида имеет неправильную вытянутую форму со средним диаметром 32 км.
28 августа 1993 года мимо астероида пролетел автоматический космический аппарат «Галилео» (США), который обнаружил у Иды спутник размером 1,4 км. Спутник был назван Дактиль, в честь дактилей — в древнегреческой мифологии существ, обитавших на острове Крит на горе Ида, на склонах которой расположена Идейская пещера, где богиня Рея прятала младенца Зевса, поручив его нимфам Иде и Адрастее.
Дактиль стал первым спутником, обнаруженным у астероида. Его диаметр — всего лишь 1,4 км, что составляет около одной двадцатой части размера Иды. Орбита Дактиля вокруг Иды не может быть точно определена, но имеющихся данных хватило, чтобы приблизительно оценить плотность Иды и её состав. Участки поверхности Иды имеют различную яркость, что связано с обилием различных железосодержащих минералов. На поверхности Иды много кратеров различных диаметров и возрастов, это одно из самых кратеризованных тел в Солнечной системе.
Изображения с «Галилео» и последующие измерения массы Иды позволили получить много новых данных о геологии каменных астероидов. Ранее существовало множество теорий, объясняющих минералогический состав астероидов этого класса. Получить данные об их составе можно было только благодаря анализу упавших на Землю хондритных метеоритов, которые являются наиболее распространённым типом метеоритов. Считается, что именно астероиды S-класса являются основным источником таких метеоритов.

## Открытие и наблюдения
Иду обнаружил 29 сентября 1884 года австрийский астроном Иоганн Пализа в Венской обсерватории. Это был 45-й открытый им астероид. Имя нимфы, воспитавшей Зевса, астероид получил благодаря Морицу фон Куффнеру, венскому пивовару и астроному-любителю. В 1918 году астероид Ида был включён в состав астероидного семейства Корониды, образовавшегося в результате столкновения двух крупных астероидов 2 млрд лет назад. Многие важные данные об этом астероиде были получены позднее, в 1993 году, по результатам исследований в обсерватории Ок-Ридж и по данным, полученным во время пролёта КА «Галилео» рядом с астероидом. В первую очередь это уточнение параметров орбиты Иды вокруг Солнца.

## Исследования

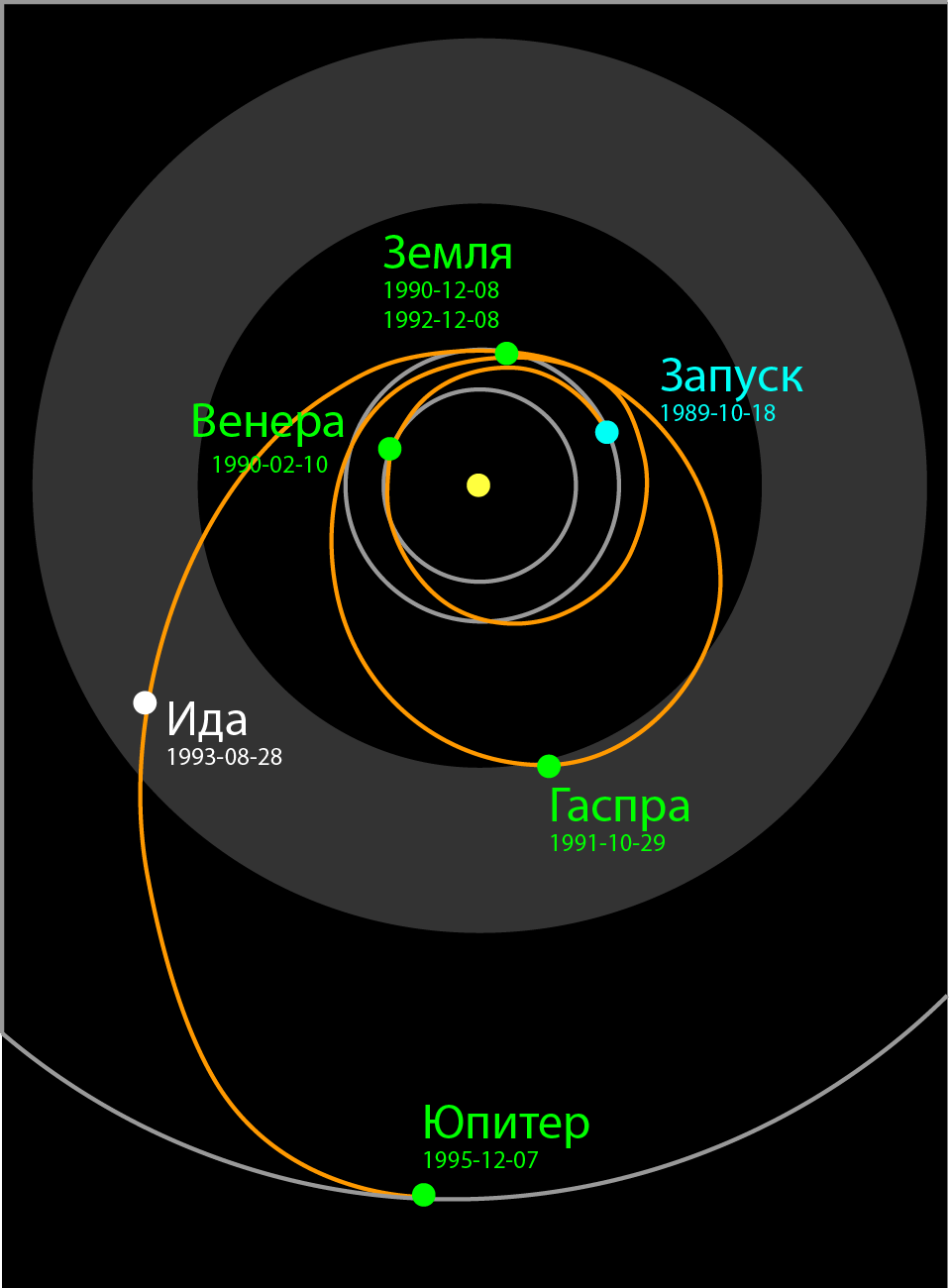
Траектория «Галилео» с момента запуска на орбиту Юпитера

### Пролёт «Галилео»
В 1993 году мимо Иды пролетел космический аппарат «Галилео», направлявшийся к Юпитеру. Главной целью миссии были Юпитер и его спутники, а сближение с астероидами Ида и Гаспра носило второстепенный характер. Они были выбраны в соответствии с новой политикой НАСА, которая предусматривает сближение с астероидами для всех миссий, пересекающих главный пояс. До этого ни одна миссия не предполагала таких сближений. «Галилео» был выведен на орбиту 18 октября 1989 года космическим челноком «Атлантис» (миссия STS-34). Изменение траектории «Галилео» для сближения с Идой дополнительно требовало расхода 34 кг топлива, поэтому решение об изменении траектории было принято только тогда, когда было точно выяснено, что оставшегося на аппарате топлива хватит для завершения главной миссии к Юпитеру.

Анимация из изображений, полученных при подлёте к астероиду в течение 5,4 часа до сближения, показывающая приближение к Иде и её вращение

«Галилео» в процессе своего движения к Юпитеру дважды пересекал пояс астероидов. Во второй раз он пролетел мимо Иды 28 августа 1993 года со скоростью 12,4 км/с относительно астероида. Первые снимки Иды были получены, когда аппарат находился на расстоянии 240 350 км от астероида, а их максимальное сближение составило 2390 км. Ида был вторым астероидом, после Гаспры, с которым сближался «Галилео». Во время пролёта зонда было заснято около 95 % поверхности Иды.
Передача многих изображений откладывалась из-за частых отказов передающей антенны с высоким коэффициентом усиления. Первые пять изображений были получены в сентябре 1993 года. Они представляли собой мозаику из сшитых вместе снимков поверхности астероида в высоком разрешении порядка 31—38 метров на пиксель. Остальные изображения были отправлены весной следующего года, когда близость «Галилео» к Земле позволяла добиться более высокой скорости передачи.

### Открытия, сделанные «Галилео»
Данные, полученные в результате пролёта «Галилео» близ астероидов Ида и Гаспра, впервые позволили провести детальные исследования геологии астероидов. На поверхности Иды были обнаружены геологические структуры нескольких типов.
Обнаружение спутника Иды Дактиля стало первым доказательством возможности существования спутников у астероидов.
На основании данных наземных спектроскопических исследований Ида классифицировалась как астероид спектрального класса S. Точный состав астероидов S-класса до полёта «Галилео» был неизвестен, но они привязывались к двум классам метеоритов, часто встречающимся на Земле: обыкновенные хондриты (ОХ) и палласиты. По различным оценкам, плотность Иды не превышает 3,2 г/см³, только такое значение плотности позволяет обеспечить стабильность орбиты Дактиля. Всё это исключает большое содержание на Иде таких металлов, как железо или никель, со средней плотностью 5 г/см³, потому что при этом её пористость должна достигать 40 %.

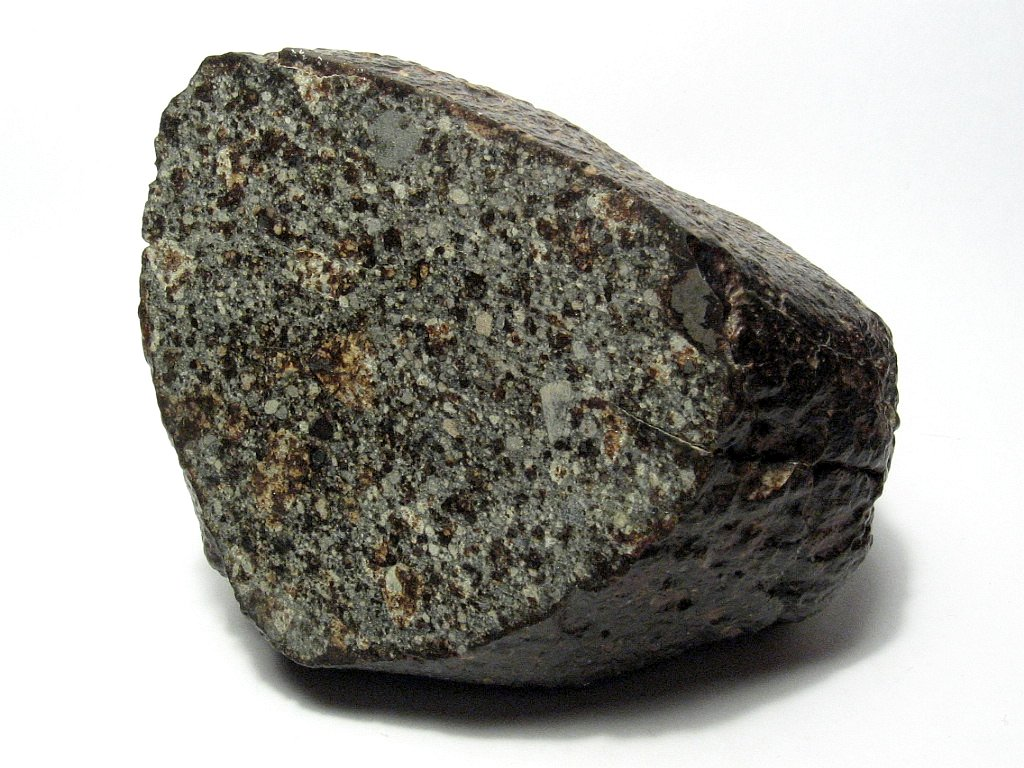
Отполированный срез метеорита, относящегося к классу обыкновенных хондритов

Изображения, полученные с «Галилео», позволили обнаружить на Иде следы космического выветривания — процесса, в результате которого более старые регионы с течением времени приобретают красноватый оттенок.
Этот процесс, хотя и в меньшей степени, затрагивает и спутник Иды Дактиль. Выветривание на поверхности Иды позволило получить дополнительные сведения о составе её поверхности: спектры отражения молодых областей поверхности напоминали спектры ОХ-метеоритов, в то время как более старые области по спектральным характеристикам больше схожи с астероидами S-класса.
Низкая плотность астероида и открытие процессов космического выветривания привели к новому пониманию взаимоотношений астероидов S-класса и ОХ-метеоритов. Класс S является одним из самых многочисленных во внутренней части главного пояса астероидов. Обыкновенные хондриты также весьма распространены среди найденных на Земле метеоритов. Спектры астероидов S-класса не совпадают со спектрами ОХ-метеоритов. Таким образом, «Галилео» во время своего пролёта рядом с Идой обнаружил, что только некоторые астероиды этого класса, в том числе и в семействе Корониды, могут являться источником ОХ-метеоритов.

## Физические характеристики

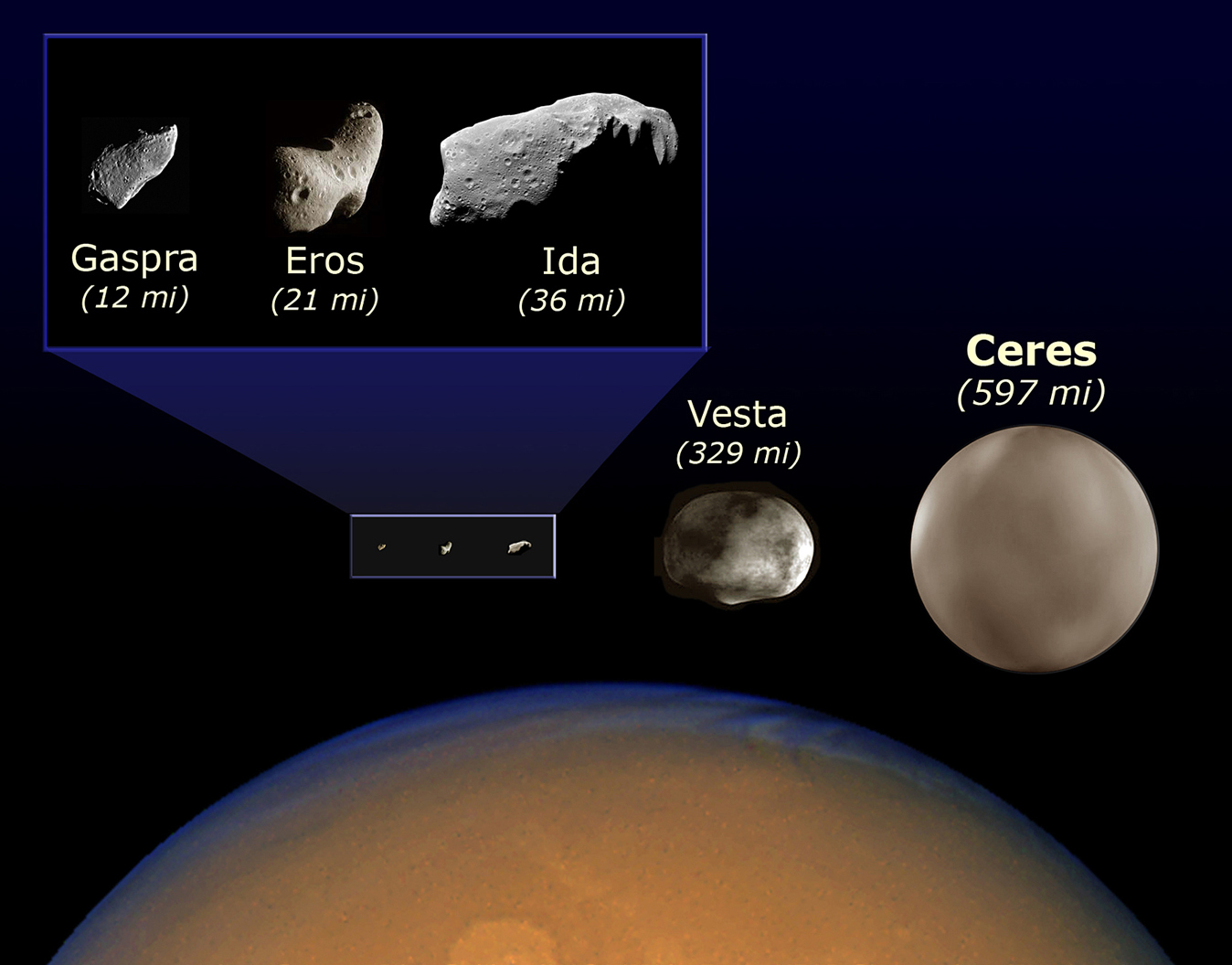
Сравнение размеров Иды с размерами ряда других астероидов, а также Цереры и Марса

Оценки массы Иды колеблются от 3,65⋅1016 до 4,99⋅1016 кг. Ускорение свободного падения на поверхности в зависимости от положения на астероиде меняется от 0,3 до 1,1 см/с². Это настолько мало, что космонавт, стоя на поверхности, может, подпрыгнув, перелететь с одного конца Иды на другой, а если разогнаться до скорости 20 м/с, то можно и вовсе улететь с астероида.

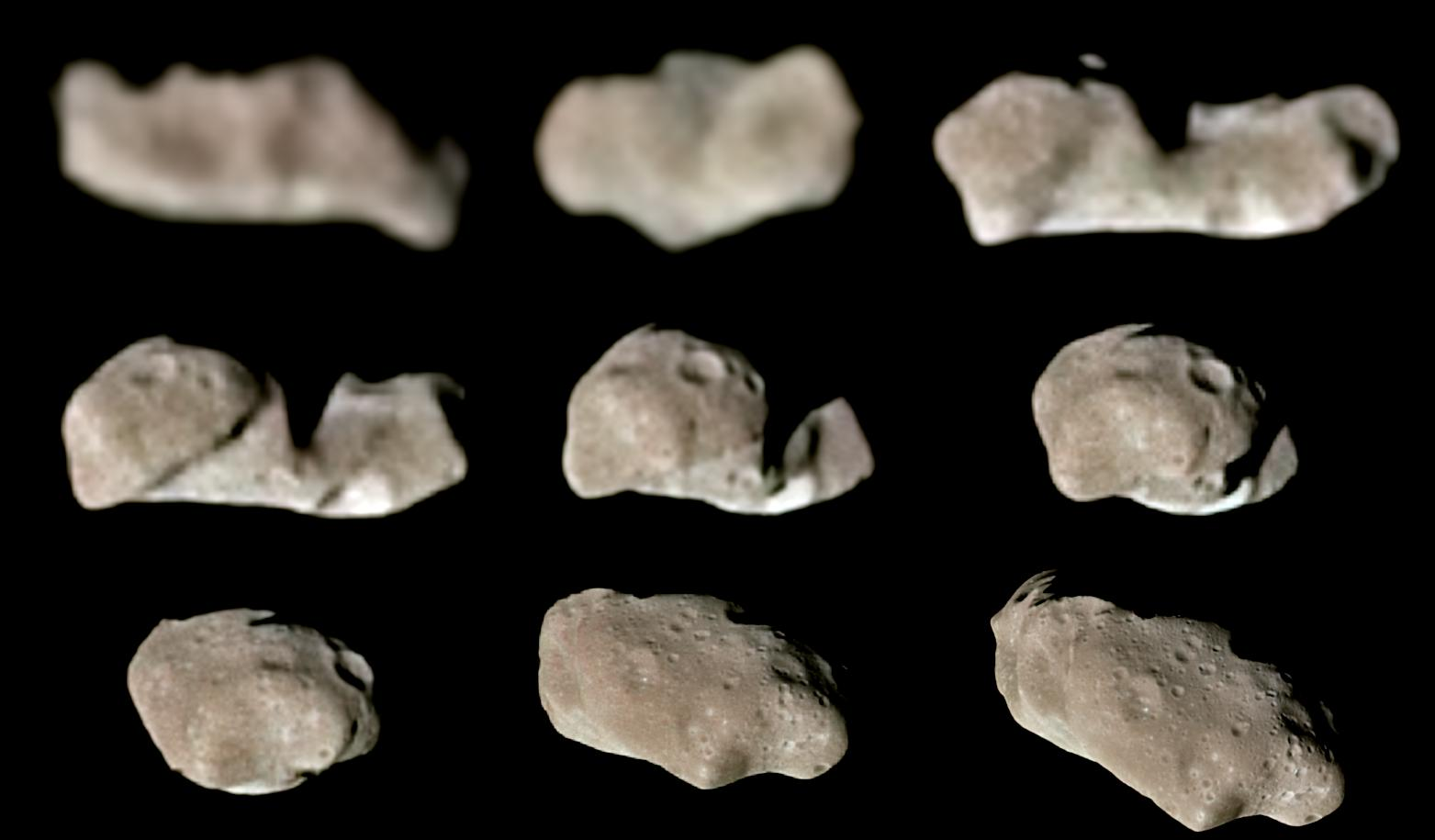
Последовательные изображения вращения Иды

Ида — астероид удлинённой формы, несколько напоминающий круассан с неровной поверхностью. Длина астероида в 2,35 раза превышает ширину, а средняя часть соединяет две геологически разные части. Такую форму астероида можно объяснить тем, что он состоит из двух твёрдых компонентов, соединённых областью из рыхлого раздробленного материала. Однако снимки с «Галилео» не смогли подтвердить эту гипотезу, хотя на астероиде и были обнаружены склоны с наклоном в 50°, в то время как обычно они не превышают 35°. Из-за неправильной формы и высокой скорости вращения распределение гравитационного поля по поверхности Иды крайне неравномерно. Действие центробежных сил в масштабах астероида с такой малой массой и такой формы приводит к весьма заметным искажениям гравитации в разных частях Иды. В частности, ускорение свободного падения является самым низким на концах астероида и в его средних областях (из-за низкой плотности).

## Особенности поверхности

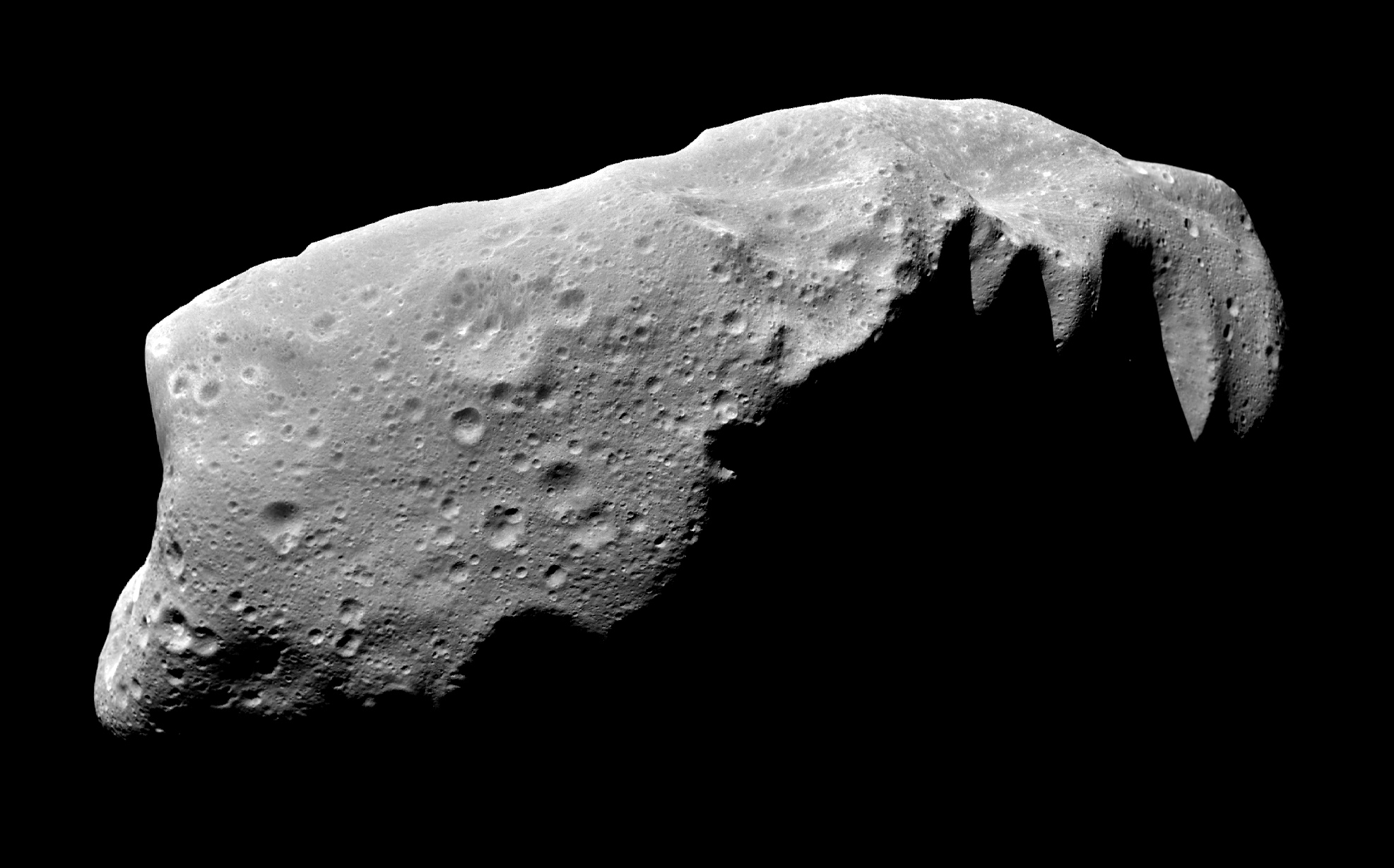
Мозаичное изображение, снятое «Галилео» за 3,5 минуты до его максимального сближения с Идой

Поверхность Иды в основном серого цвета, но для молодых, недавно образованных районов возможны небольшие вариации цвета. Кроме кратеров, на Иде есть и другие особенности, например, долины, гребни и выступы. Ида покрыта толстым слоем реголита, который скрывает под собой основные породы астероида. Но некоторые крупные обломки материнской породы, которые были выброшены во время падения астероидов, можно обнаружить и на поверхности.

### Реголит
Толщина покрывающего поверхность Иды слоя каменной крошки из раздробленных камней, называемой реголитом, составляет 50—100 метров. Этот материал образовался под воздействием интенсивной метеоритной бомбардировки небесного тела. Многочисленные метеориты, падая на Иду, дробили и измельчали её породу, таким образом выступая одним из главных геологических факторов, которые формировали поверхность.

Один из блоков реголита (блок № 14, координаты 24,8°Ю, 2,8°В) размером в поперечнике 150 метров на поверхности Иды

Ныне поверхность изменяется также и за счёт перемещения по ней реголита под действием гравитации и быстрого вращения. «Галилео» во время своего пролёта обнаружил свидетельства недавнего такого перемещения, своего рода оползня.
Реголит Иды состоит из силикатов различных минералов, в частности из оливина и пироксена.
Своим появлением и изменением он обязан процессам космического выветривания, вследствие которых старый реголит приобретает красноватый оттенок, чем отличается от более молодого.
Но среди реголита попадаются и довольно крупные части материнской породы, выброшенные из кратера в момент его образования. Всего было обнаружено около 20 крупных (40—150 метров в поперечнике) блоков. Они представляют собой крупнейшие части реголита.
Поскольку под действием космической эрозии эти блоки за относительно небольшое время постепенно истираются и дробятся, они не могут существовать продолжительное время, а те блоки, которые существуют сейчас, вероятно, образовались совсем недавно.
Большинство из них расположены вблизи кратеров Ласко и Мамонт, но образовались, возможно, не в них. Из-за неравномерного гравитационного поля в этот район стекается реголит с соседних областей поверхности Иды. Некоторые блоки могут быть родом из кратера Адзурра (на противоположной стороне астероида).

### Структуры
| Русское название | Международное название | Эпоним                         |
| ---------------- | ---------------------- | ------------------------------ |
| Область Пализы   | Palisa Regio           | Иоганн Пализа                  |
| Область Пола     | Pola Regio             | Пола (нынешняя Пула), Хорватия |
| Область Вена     | Vienna Regio           | Вена                           |

На поверхности Иды есть несколько довольно крупных структур. Сам астероид можно разделить на две части (область 1 и область 2), которые соединены между собой посередине.
Область 1 содержит две основные структуры, одной из которых является сорокакилометровый хребет Townsend Dorsum, простирающийся на 150° по поверхности Иды, а другой — большие уступы Vienna Regio.
Область 2 включает в себя несколько долин, большинство из которых достигают 100 метров в ширину и простираются до 4 км в длину.
Они расположены рядом с кратерами Ласко, Мамонт и Картчнер, но не связаны с ними. Некоторые долины связаны со структурами на другой стороне астероида, например с областью Вены. Области Иды названы в честь её первооткрывателя и мест, где он работал.
Обнаруженная на Иде гряда Таунсенда (Townsend Dorsum) названа в честь Тима Таунсенда (Tim E. Townsend), который работал в команде «Галилео» в группе обработки изображений.

### Кратеры
| Кратер                      | Эпоним                            |
| --------------------------- | --------------------------------- |
| Афон (Afon)                 | Новоафонская пещера, Абхазия      |
| Atea                        | Атеа, Папуа — Новая Гвинея        |
| Адзурра (Azzurra)           | Голубой грот, Италия              |
| Bilemot                     | Bilemot Cave, Корея               |
| Кастеллана (Castellana)     | Кастеллана (пещера), Италия       |
| Чжоукоудянь (Choukoutien)   | Чжоукоудянь, Китай                |
| Фингал (Fingal)             | Фингалова пещера, Великобритания  |
| Катчнер                     | Пещеры Картчнера, Аризона, США    |
| Казумура                    | Казумура, Гавайи, США             |
| Ласко (Lascau)              | Пещера Ласко, Франция             |
| Лечугилья                   | Лечугилья, Нью-Мексико, США       |
| Мамонт (Mammoth)            | Мамонтова пещера, Кентукки, США   |
| Manjang                     | Manjang Cave, Корея               |
| Орньяк                      | Orgnac Cave, Франция              |
| Падирак                     | Падирак, Франция                  |
| Пикок                       | Peacock Cave, Флорида, США        |
| Постойна (Postojna)         | Постойнска-Яма, Словения          |
| Стеркфонтейн (Sterkfontein) | Пещеры Стеркфонтейн, Южная Африка |
| Стиффе                      | Stiffe, Италия                    |
| Ундара                      | Ундара, Австралия                 |
| Виенто                      | Пещера Ветра, Испания             |

Ида является одним из самых кратеризованных тел Солнечной системы, метеоритная бомбардировка была основным процессом, формировавшим её поверхность. На определённом этапе формирование кратеров достигло своей точки насыщения, то есть образование новых кратеров должно было непременно приводить к стиранию старых, в результате чего общее количество кратеров на астероиде остаётся примерно одинаковым.
Ида покрыта кратерами всевозможных возрастов — от новых, только что образовавшихся, до почти таких же старых, как сама Ида. Старые могли появиться ещё в момент возникновения Иды — во время распада родительского астероида, образовавшего семейство Корониды. Самый большой кратер Ласко имеет в поперечнике почти 12 км. Все наибольшие кратеры диаметром свыше 6 км находятся в Области 2, в то время как Область 1 практически лишена крупных кратеров. Некоторые кратеры расположены по цепочке на одной линии.

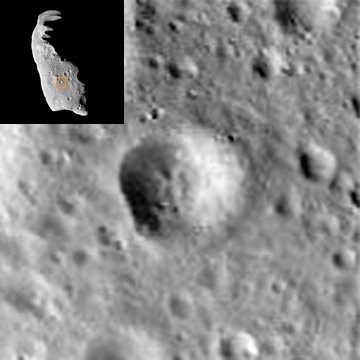
Асимметричный кратер Фингал диаметром 1,5 км на 13,2° ю. ш., 39,9° в. д.

Крупнейшие кратеры на Иде названы в честь известных земных пещер и лавовых трубок. Кратер Адзурра, например, поименован в честь наполовину затопленной пещеры на острове Капри, также известной как Голубой грот. Предполагается, что Адзурра — самое молодое крупное образование на поверхности Иды.
Энергия столкновения была так велика, что материал, выброшенный из этого кратера, разлетелся по всей поверхности астероида, именно им обусловлены наблюдаемые на ней колебания цвета и альбедо. Интересной морфологией среди молодых кратеров обладает Фингал, который имеет чёткую границу между дном кратера и его стенкой. Другим важным кратером является Афон, от которого ведётся счёт меридианов на Иде.
Структура кратеров довольно проста: они имеют чашеобразную форму без центрального пика.
Они довольно равномерно распределены по поверхности Иды, за исключением выступа севернее кратера Чжоукоудянь, где поверхность более молодая и менее кратеризованная.
Из-за низкой гравитации в сочетании с быстрым вращением Иды порода, выбитая из поверхности, разносится по ней на большее расстояние и более неравномерно. В результате выброшенная из кратера порода располагается вокруг него асимметрично, а в случае достаточно большой скорости и вовсе улетает за пределы астероида.

## Состав

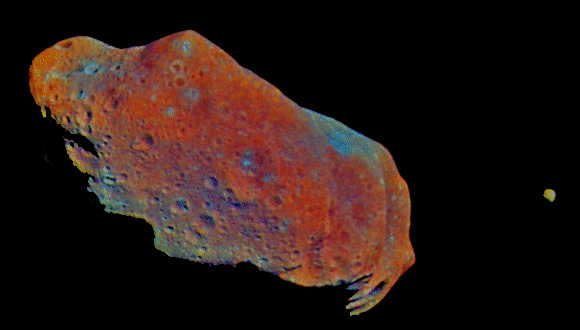
Насыщенное цветное изображение Иды иллюстрирует эффект космического выветривания: синий — молодая поверхность

На основе данных спектрального анализа Иды, проведённого 16 сентября 1980 года астрономами Дэвидом Дж. Толеном и Эдвардом Ф. Тедеско, и сравнения полученных спектров со спектрами других астероидов Ида была классифицирована как астероид S-класса. Астероиды класса S схожи по составу с железо-каменными метеоритами и обыкновенными хондритами. Анализ внутреннего состава не проводился, но на основании цвета и плотности грунта, которая составляет 2,6 ± 0,5 г/см³, предполагается, что он схож с составом обыкновенных хондритов.
Хондритные метеориты содержат в своём составе в различных пропорциях силикаты, оливин, пироксен, железо и полевой шпат. Из них космическим аппаратом «Галилео» на Иде обнаружены пироксены и оливин. Минеральный состав практически однороден по всему астероиду. Исходя из предположения о схожести состава Иды с составом хондритных метеоритов плотностью 3,48—3,64 г/см³ можно заключить, что пористость Иды должна составлять 11—42 %.
Глубокие слои Иды, вероятно, содержат некоторое количество ударно-трещиноватых пород, называемых мегареголитами. Слой мегареголита начинается под поверхностью Иды на глубине от нескольких сотен метров до нескольких километров.

## Орбита и вращение

Орбита и положение астероида Ида и пяти планет на 9 марта 2009 года

Ида входит в состав семейства Корониды в главном поясе астероидов и обращается вокруг Солнца между орбитами Марса и Юпитера на среднем расстоянии от Солнца 2,862 а. е., или 428 млн км, совершая полный оборот за 4 года 307 суток и 3 часа.
Период вращения этого астероида составляет 4 часа 37,8 минуты — это один из самых быстровращающихся астероидов среди обнаруженных на сегодня. Главная центральная ось инерции объекта с равномерной плотностью и такой же формой, как у Иды, совпадает с направлением оси вращения астероида, что говорит о его однородности. То есть внутри него отсутствуют какие-либо существенные колебания плотности. Иначе направление рассчитанного момента инерции не совпадало бы с направлением оси вращения, то есть реальная ось вращения находилась бы в другом месте астероида. «Галилео» обнаружил крайне небольшие вариации плотности, связанные с быстрым вращением Иды.
Так как астероид Ида имеет ненулевое наклонение орбиты и неправильную форму, под действием гравитации Солнца её ось вращения прецессирует с периодом 77 тысяч лет.

## Происхождение
Ида образовалась в результате разрушения родительского астероида диаметром 120 км, образовавшего семейство Корониды. Он был достаточно большим, чтобы в нём начала происходить дифференциация недр, в результате чего более тяжёлые элементы, в частности металлы, мигрировали в центральную область астероида. Ида, как предполагается, образовалась из верхних, достаточно удалённых от ядра частей этого астероида. Точно датировать время образования Иды затруднительно, но по данным анализа кратеров возраст её поверхности составляет более 1 млрд лет, что, однако, плохо согласуется с существованием системы Ида — Дактиль, которая не может быть старше 100 млн лет. Разницу в возрасте можно объяснить падением материала с родительского тела на поверхность Иды в момент его разрушения.

## Спутник Дактиль

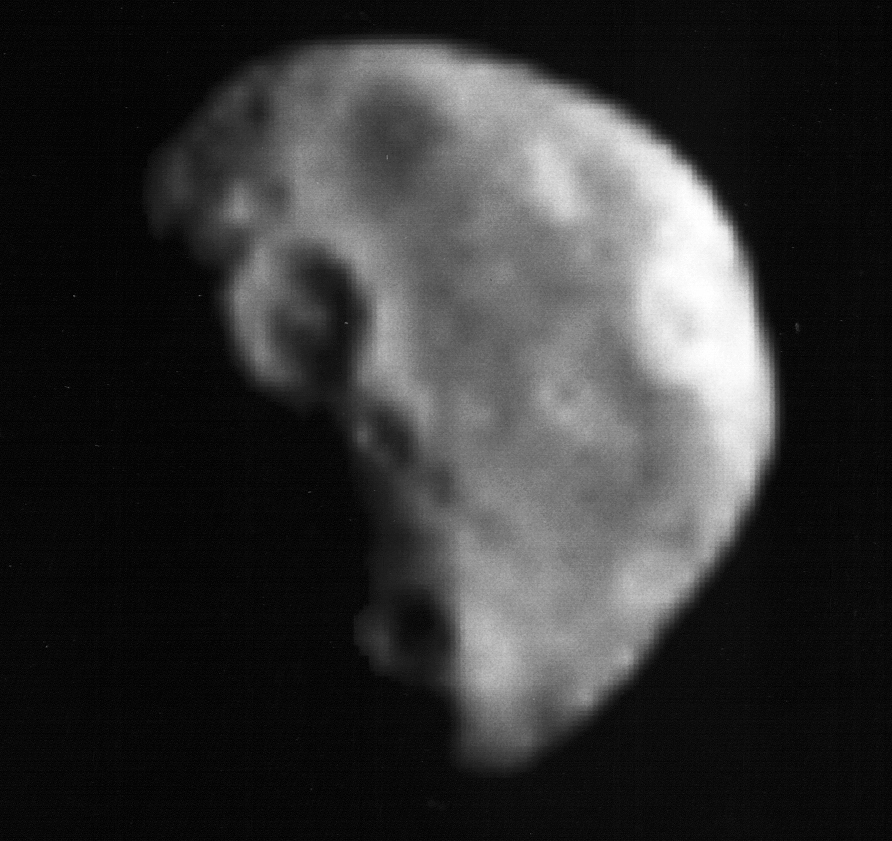
Изображение Дактиля, полученное в самом высоком разрешении во время пролёта «Галилео» на расстоянии 3900 км от поверхности спутника

Небольшой спутник Дактиль, движущийся по орбите вокруг астероида Ида, был обнаружен по снимкам, полученным КА «Галилео» во время его пролёта мимо астероида в 1993 году. Эти изображения стали первым документальным подтверждением возможности существования спутников у астероидов. Эти снимки астероида были сделаны, когда Дактиль находился на расстоянии 90 км от Иды. Судя по снимкам, его поверхность сильно кратеризована, как и поверхность Иды, и состоит из аналогичных материалов. Точное происхождение Дактиля неизвестно, но предполагается, что он возник как один из фрагментов родительских астероидов, образовавших семейство Корониды.

### Открытие
Спутник Дактиль был обнаружен членом миссии «Галилео» Энном Харчем 17 февраля 1994 года при анализе снимков, полученных с космического аппарата. Всего «Галилео» удалось записать 47 изображений Дактиля за 5,5 часа наблюдения в августе 1993 года.
Космический аппарат находился на расстоянии 10 760 км от Иды и 10 870 км от Дактиля, когда было получено первое изображение спутника, за 14 минут до этого КА пролетел на минимальном расстоянии от спутника.
Первоначальное обозначение спутника — 1993 (243) 1. Позже, на заседании Международного астрономического союза в 1994 году, он был назван в честь мифологических лилипутов дактилей, населявших гору Ида на острове Крит.
Точные параметры орбиты Дактиля вокруг Иды получить так и не удалось. Это объясняется тем, что за короткое время пролёта зонда взаимное положение Иды и Дактиля изменилось мало. К тому же в момент передачи данных аппарат «Галилео» находился в плоскости орбиты спутника, что сильно затрудняло определение орбиты. Так что, хотя IAU и подтвердил факт открытия спутника, до тех пор пока не будет установлена его орбита, определённые сомнения в правильности сделанных выводов всё же сохраняются.

### Физические характеристики
Дактиль, обладая размерами 1,6×1,4×1,2 км, имеет яйцевидную форму очень близкую к сфероиду. Его ось вращения сориентирована в сторону Иды. Как и у Иды, поверхность спутника испещрена кратерами, на нём найдено более десятка кратеров с поперечником больше 80 метров, что указывает на интенсивную метеоритную бомбардировку в прошлом. На поверхности обнаружена линейная цепочка из по меньшей мере шести кратеров. Тела, их образовавшие, вероятно, ранее были выбиты из самой Иды, после чего они уже упали на Дактиль, образовав такую структуру. Многие кратеры на спутнике содержат центральные пики, которые отсутствуют в аналогичных кратерах на Иде. Эти особенности, а также сфероидальная форма спутника свидетельствуют о том, что, несмотря на небольшой размер, на нём имеет место влияние гравитации на поверхностные структуры и на сам астероид. Средняя температура поверхности составляет около 200 К, или −73 °C.
Дактиль имеет много общих характеристик с Идой, в частности их альбедо очень близки друг к другу, но при этом на нём намного меньше видны следы эрозии и космического выветривания, так как из-за небольшого размера он не может накопить на своей поверхности большое количество раздробленного материала, что контрастирует с поверхностью Иды, которая покрыта толстым слоем реголита.

### Орбита

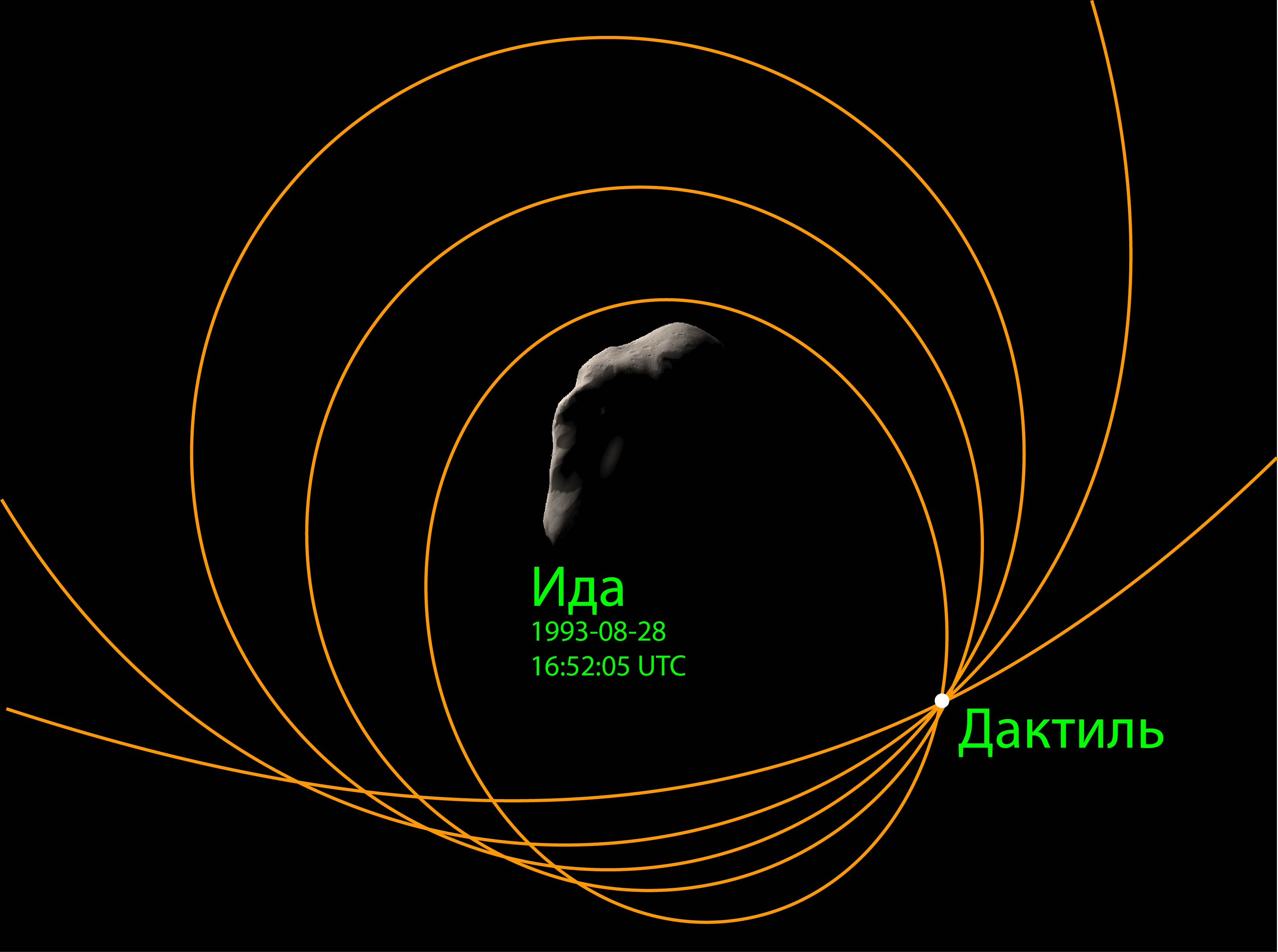
Диаграмма возможных орбит Дактиля вокруг Иды

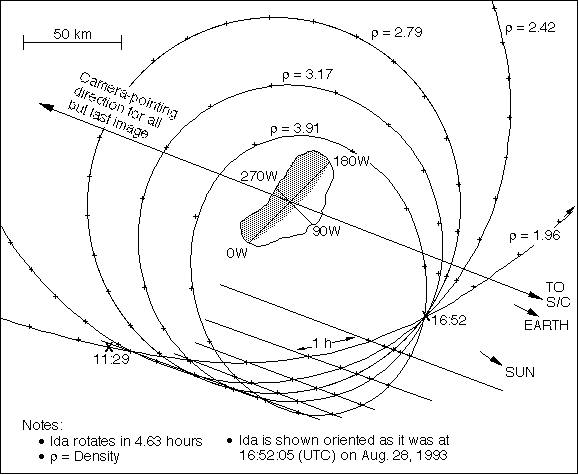
Диаграмма возможных орбит Дактиля вокруг Иды

При том что масса Иды была неизвестна, реконструкция орбиты Дактиля на основе закона всемирного тяготения допускала весьма значительную неопределённость. Почти сразу стало ясно, что, не зная ни массы, ни плотности Иды, точно определить орбиту Дактиля не удастся. Поэтому с помощью компьютерного моделирования был создан набор его орбит для различных возможных значений массы и плотности Иды, в частности для плотности от 1,5 до 4,0 г/см³. Для различных значений плотности центрального тела различны и орбиты, по которым вокруг него будет двигаться спутник. Причём для данного диапазона плотностей орбиты различаются очень сильно. При плотностях Иды меньше 2,1 г/см³ орбиты оказываются гиперболическими, то есть спутник должен будет покинуть астероид после первого же облёта. При бо́льших плотностях Иды орбиты являются эллиптическими с огромным эксцентриситетом: с расстоянием в перицентре примерно 80—85 км, огромными удалениями от Иды в апоцентре и с периодом от одних до многих десятков суток. Примерно при плотности 2,8 г/см³ орбита становится почти круговой с периодом около 27 часов. По мере дальнейшего увеличения плотности расстояния в перицентрах эллиптических орбит уменьшаются прямо пропорционально значению плотности, а удаления в апоцентрах становятся равными примерно 95—100 км. Для плотности Иды более чем 2,9 г/см³ удаление в перицентре становится менее 75 км и период обращения составляет менее 24 часов.
Как выяснилось по итогам компьютерного моделирования движения Дактиля, для того чтобы спутник мог оставаться на стабильной орбите, его перицентр должен находиться на расстоянии не менее 65 км от Иды.
Диапазон возможных орбит при моделировании был сужен за счёт тех точек, в которых спутник находился в момент пролёта «Галилео», в частности, 28 августа 1993 года в 16:52:05 он находился на расстоянии 90 км от Иды с долготой 85°.
А 26 апреля 1994 года телескоп «Хаббл» наблюдал Иду в течение восьми часов, но его разрешение не позволило обнаружить спутник: для этого он должен был бы находиться более чем в 700 км от Иды.
Известно, что Дактиль движется вокруг Иды по ретроградной орбите (вращается вокруг Иды в обратном направлении, то есть противоположном направлению вращения Иды вокруг Солнца), которая имеет наклон к экватору Иды 8°.
Орбитальный период Дактиля составляет около 20 часов, если считать, что он движется по круговой орбите с орбитальной скоростью около 10 м/с.

### Возраст и происхождение
Дактиль, возможно, возник в то же время, что и Ида, в момент столкновения двух астероидов, породивших семейство Корониды.
Однако он мог сформироваться и позже, например быть выбитым из Иды в момент столкновения последней с другим астероидом.
Вероятность его случайного захвата крайне мала. Возможно, около 100 млн лет назад, Дактиль сам пережил столкновение с астероидом, в результате чего его размеры существенно уменьшились.